# Peter Becker (historyk)
Peter Becker (ur. 8 czerwca 1962 w Ried im Innkreis) – austriacki historyk, profesor na Uniwersytecie Wiedeńskim. Specjalizuje się w historii Austrii oraz historii XIX i XX wieku.

## Życiorys
Studiował historię, socjologię i historię sztuki na uniwersytecie w Grazu. Studia ukończył w 1988 r. Później był pracownikiem naukowym na Max-Planck-Institut für Geschichte w Getyndze i w Deutsches Historisches Institut w Waszyngtonie. W 2000 habilitował się na Uniwersytecie w Getyndze na podstawie rozprawy o historii kryminologii jako dyskursu i praktyki. Jako profesor historii Europy Środkowej został zatrudniony na Uniwersytecie Europejskim we Florencji (1997-2005). Między 2005 a 2009 pracował jako profesor historii najnowszej i współczesnej na Uniwersytecie w Linzu. Uczestniczył również w projekcie badawczym, realizowanym na uczelni w Bielefeld.
Od 2014 jest profesor historii Austrii w XIX i XX wieku w Instytucie Historii Uniwersytetu Wiedeńskiego.
Członek stowarzyszeń Deutscher Hochschulverband, German Studies Association, Gesellschaft für interdisziplinäre wissenschaftliche Kriminologie w Hamburgu, Verband der Osteuropahistoriker, Groupe Européen de Recherche sur les Normativités i Verband Deutscher Historiker.

## Monografie
- Dem Täter auf der Spur. Eine Geschichte der Kriminalistik Darmstadt: Primus 2005.
- Verderbnis und Entartung. Zur Geschichte der Kriminologie des 19. Jahrhunderts als Diskurs und Praxis. Göttingen: Vandenhoeck & Ruprecht 2002.
- Leben und Lieben in einem kalten Land. Sexualität zwischen Ökonomie und Demographie. Das Beispiel St. Lambrecht, Steiermark 1600-1850. Campus: Frankfurt, New York 1990. Studien zur Historischen Sozialwissenschaft 15.
- Leben, Lieben, Sterben: die Analyse von Kirchenbüchern. Scripta Mercaturae: St. Katharinen 1989. Halbgraue Reihe zur Historischen Fachinformatik 5.
- kleio. Ein Tutorial. Scripta Mercaturae: St. Katharinen 1989. Halbgraue Reihe zur Historischen Fachinformatik 1.